# 施韦林根
施韦林根是德国下萨克森州的一个市镇。总面积19.52平方公里，总人口792人，其中男性398人，女性394人（2011年12月31日），人口密度41人/平方公里。